# Коордес, Эгон
Эгон Коордес (нем. Egon Coordes; 13 июля 1944, Везермюнде — 17 июня 2025, Мемминген, Бавария) — немецкий футболист, тренер.

## Клубная карьера
Коордес начал свою карьеру в Региональной лиге в команде «Бремерхавен 93», однако уже через сезон стал выступать в Бундеслиге.
Оставшуюся часть своей карьеры провёл всего в двух клубах: «Вердер» (Бремен) и «Штутгарт», выступая на позиции защитника. Несмотря на то, что будучи игроком, забивал нечасто, ему удалось забить 10-тысячный гол Бундеслиги, когда 26 января 1974 года он поразил ворота «Айнтрахта». В последнем сезоне карьеры Коордес играл во второй Бундеслиге, поскольку «Штутгарт» вылетел из высшего дивизиона. Завершил карьеру в 1976 году в возрасте 31 года.
Умер 17 июня 2025 года в возрасте 80 лет в своём доме в Меммингене.